# Kerriothyrsus tetrandrus
Kerriothyrsus tetrandrus är en tvåhjärtbladig växtart som först beskrevs av Madhavan Parameswarau Nayar, och fick sitt nu gällande namn av Carlo Hansen. Kerriothyrsus tetrandrus ingår i släktet Kerriothyrsus och familjen Melastomataceae. Inga underarter finns listade i Catalogue of Life.